# Roel Bovendeert
Roel Bovendeert (Boxtel, 8 mei 1992) is een Nederlands hockeyer die speelt bij HC Bloemendaal. 
Bovendeert kwam in 2009 over van MEP uit zijn geboorteplaats. In zijn eerste seizoen pakte de spits met Bloemendaal de landstitel. In 2013 (het laatste seizoen van Teun de Nooijer) werd de Euro Hockey League gewonnen in eigen huis. In de zomer van 2014 tekende Bovendeert bij voor twee seizoenen.